# Class of ’99
Class of ’99 (wym. [klɑːs ɒv '99]) − efemeryczny projekt muzyczny, supergrupa rockowa utworzona w 1998 w Los Angeles w Kalifornii z inicjatywy klawiszowca Matchbox Twenty, Matta Serletica i gitarzysty Rage Against the Machine, Toma Morello. Skład projektu uzupełnili wokalista Alice in Chains, Layne Staley, basista Porno for Pyros, Martyn LeNoble i perkusista Jane’s Addiction, Stephen Perkins. Muzycy zarejestrowali własną interpretację utworu „Another Brick in the Wall” (część 2) z repertuaru angielskiego zespołu rockowego Pink Floyd, wykorzystaną na ścieżce dźwiękowej do horroru-science-fiction Oni (1998).
Nazwa supergrupy nawiązuje do amerykańskiego filmu science fiction Klasa 1999 (1990) w reżyserii Marka L. Lestera. Class of ’99 był ostatnim projektem muzycznym w karierze Layne’a Staleya, przed jego śmiercią w 2002.

## Historia

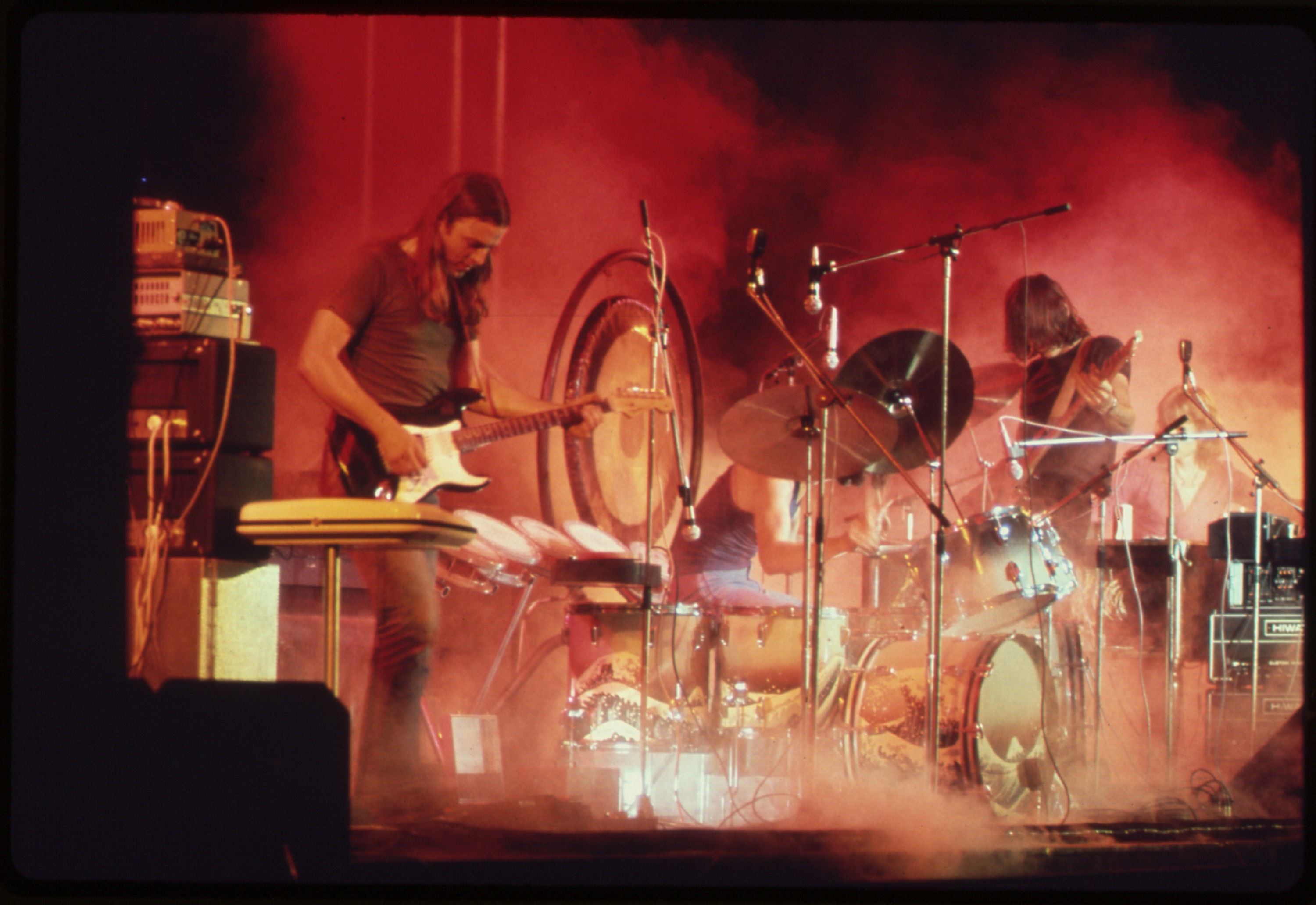
Członkowie Class of ’99 nagrali cover Pink Floyd (na zdj. w 1973)

Późnym latem lub wczesną jesienią 1998 autor tekstów, producent i klawiszowiec zespołu Matchbox Twenty, Matt Serletic, oraz gitarzysta Rage Against the Machine, Tom Morello, założyli supergrupę Class of ’99. Projekt powstał specjalnie z myślą o zarejestrowaniu coveru „Another Brick in the Wall” (część 2) angielskiej grupy Pink Floyd na potrzeby ścieżki dźwiękowej do horroru-science-fiction Oni (1998, reż. Robert Rodriguez). „Pomyślałem: Jak wziąć typowo angielski utwór – od produkcji, przez angielskie dzieciaki do wszystkiego, co się z nim wiąże, mroczną angielską rzecz – i stworzyć, na przykład, mroczną amerykańską wersję tego utworu?” – wspominał Serletic.
Skład formacji uzupełnili basista Porno for Pyros, Martyn LeNoble i perkusista Jane’s Addiction, Stephen Perkins. Muzycy nagrali swoje partie w Conway Studios w Los Angeles w stanie Kalifornia. Trent Reznor, frontman Nine Inch Nails, asystował przy programowaniu keyboardu. Wytwórnia Sony wysłała do studia ekipę, by ta sfilmowała proces rejestracji utworu przez muzyków. Początkowo planowano realizację filmu dokumentalnego, lecz ostatecznie nagrany materiał użyto w teledysku.
Wśród kandydatów na stanowisko wokalisty rozważano zatrudnienie Zacka de la Rochy, jednak Morello zasugerował Layne’a Staleya z Alice in Chains, na co pozostali członkowie wyrazili zgodę. „To było jakby natychmiastowe tak, jeśli jest na to gotowy, jeśli może to zrobić” – twierdził Serletic, który skontaktował się z Sony i działał jako łącznik między wytwórnią, a Staleyem. Wokalista Alice in Chains wyraził zgodę na udział w projekcie.
Mając napięty grafik i jedynie trzy dni na ukończenie nagrania, do którego brakowało partii głównego wokalu i chóru dziecięcego, Serletic poleciał w towarzystwie inżyniera dźwięku i edytora Pro Tools do Seattle w stanie Waszyngton, by Staley mógł zarejestrować swoje partie. Pierwotnie proces nagrań miał się rozpocząć o godzinie czwartej po południu, lecz wokalista przybył do studia po północy, w asyście Todda Shussa, pracownika menedżerki Susan Silver. „To był pierwszy raz, kiedy spotkałem Layne’a. Nie wiedziałem, czego się spodziewać, ale wyglądał szorstko. W tym momencie stracił większość zębów. Był niesamowicie nieśmiały. Widząc go, było to dla mnie szokiem” – wspominał Serletic. Podobne wrażenie odnośnie wyglądu i stanu fizycznego muzyka odniosła Silver, która nie widziała Staleya od dłuższego czasu. „Nie poznałbym go. Wyglądał inaczej – nie wyglądał już jak on sam”.

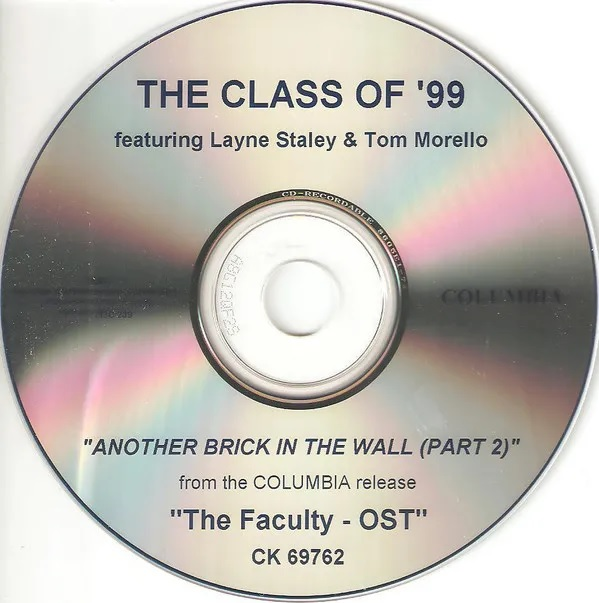
Singel „Another Brick in the Wall” z interpretacją Class of ’99

Nagrania wokalu zarejestrowano o trzeciej lub czwartej nad ranem. Staley nie chciał obecności nikogo w trakcie prac. Serletic kazał swojemu inżynierowi ukryć się pod konsolą do pracy z poziomami przedwzmacniacza i mikrofonu, gdy prowadził Pro Tools, by – jak uważał Serletic – „uczynić to bardziej bezpośrednim doświadczeniem jeden na jednego, aby [Staley] nie czuł się, jakby był obserwowany i osądzany”. Z początku głos Staleya brzmiał niepewnie; potrzebował on kilku prób na rozgrzanie strun głosowych. Jak wspominał Serletic, poczuwszy się pewniej, Staley przejął kontrolę i nie potrzebował wskazówek. Sam zaproponował podwojenie wokalu i dogranie harmonii. „Wciąż był wystarczająco świadomy, by być profesjonalistą” – uważał. Podwojone partie wokalu, zdaniem Serletica, przypominały klasyczny styl Alice in Chains.
Seplenienie Staleya – mające związek z utratą części uzębienia przez wokalistę – stanowiło problemem w trakcie nagrań, przez co Serletic był zmuszony przerobić część materiału, w którym litera „s” była szczególnie słyszalna. Zakończywszy nagrania w Seattle, Serletic powrócił do Los Angeles, gdzie chór dziecięcy kilka godzin później dograł swoje partie wokalne.
Premiera ścieżki dźwiękowej do filmu odbyła się w Boże Narodzenie 1998. W styczniu 1999 Columbia i Sony opublikowały singel z interpretacją utworu w wykonaniu Class of ’99. Prócz drugiej części, muzycy nagrali także instrumentalną wersję części pierwszej kompozycji. Na stronie B zamieszczono „Haunting Me” zespołu Stabbing Westward. Do coveru zrealizowano teledysk w reżyserii Jima Shea, którego premiera miała miejsce w styczniu (za sceny ukazujące Staleya posłużyły materiały zapożyczone z koncertowego VHS Mad Season – Live at The Moore z 1995). Singel osiągnął umiarkowany sukces na listach przebojów, plasując się na 34. lokacie Alternative Airplay i 18. Mainstream Rock Songs, notowaniach, opracowywanych przez tygodnik branżowy „Billboard”.
Tom Morello, wspominając okres działalności Class of ’99, napisał za pośrednictwem swojego konta na Twitterze w 2013, że współpraca ze Staleyem była w „większości smutna”. Z kolei Serletic wspominał, że „w końcowym wokalu, który nagrał, jest upiorna jakość, która moim zdaniem jest naprawdę nawiedzająca i poruszająca sama w sobie. Z produkcyjnego punktu widzenia był facetem, który stracił wszystkie zęby; nie był w dobrej formie. To było naprawdę smutne”. 
Class of ’99 był ostatnim projektem muzycznym, w którym udział wziął Staley, przed swoją śmiercią w kwietniu 2002, z powodu przedawkowania narkotyków (speedball).

## Dyskografia
| Rok  | Singel                                | Alternative Airplay | Mainstream Rock Songs | Album                                                |
| ---- | ------------------------------------- | ------------------- | --------------------- | ---------------------------------------------------- |
| 1999 | „Another Brick in the Wall” (część 2) | 34                  | 18                    | The Faculty: Music from the Dimension Motion Picture |